# Discographie d'Olivia Ruiz
Cette page présente la discographie d'Olivia Ruiz.

## Albums
| Année | Album                  | Classement des ventes | Classement des ventes | Classement des ventes | Ventes    | Certification |
| Année | Album                  | France                | Belgique              | Suisse                | Ventes    | Certification |
| ----- | ---------------------- | --------------------- | --------------------- | --------------------- | --------- | ------------- |
| 2003  | J'aime pas l'amour     | 87                    | 95                    | —                     | 80 000    | Or            |
| 2005  | La Femme chocolat      | 1                     | 6                     | 33                    | 1 200 000 | Diamant       |
| 2007  | Chocolat Show (live)   | 54                    | 40                    | —                     |           | —             |
| 2008  | La chica chocolate     | 39                    | 60                    | —                     |           | Or            |
| 2009  | Miss Météores          | 1                     | 1                     | 7                     | 380 000   | Platine       |
| 2010  | Miss Météores Live     | 29                    | 27                    | —                     |           | —             |
| 2012  | Le Calme et la Tempête | 15                    | 17                    | 51                    | 150 000   | Platine       |
| 2016  | À nos corps-aimants    | 26                    | 38                    | 62                    | 50 000    | —             |
| 2024  | La Réplique            | 22                    | 28                    | 87                    |           |               |

## Singles
| Année | Single                                          | Classement des ventes | Classement des ventes | Classement des ventes | Certification | Album                  |
| Année | Single                                          | France                | Belgique              | Suisse                | Certification | Album                  |
| ----- | ----------------------------------------------- | --------------------- | --------------------- | --------------------- | ------------- | ---------------------- |
| 2002  | Paris                                           | 36                    | 14                    | —                     | —             | —                      |
| 2003  | J'aime pas l'amour                              | —                     | —                     | —                     | —             | J'aime pas l'amour     |
| 2003  | Qui sommes nous ?                               | —                     | —                     | —                     | —             | J'aime pas l'amour     |
| 2003  | Petite fable avec Weepers Circus                | —                     | —                     | —                     | —             | J'aime pas l'amour     |
| 2003  | Le tango du qui                                 | —                     | —                     | —                     | —             | J'aime pas l'amour     |
| 2005  | J'traîne des pieds                              | 37                    | 23                    | —                     | —             | La Femme chocolat      |
| 2006  | La Femme chocolat                               | 42                    | 31                    | —                     | —             | La Femme chocolat      |
| 2007  | Non-dits avec Christian Olivier                 | —                     | —                     | —                     | —             | La Femme chocolat      |
| 2007  | Goûtez-moi !                                    | —                     | —                     | —                     | —             | La Femme chocolat      |
| 2007  | Thérapie de groupe                              | —                     | —                     | —                     | —             | La Femme chocolat      |
| 2007  | Ce Georges avec Salvatore Adamo                 | —                     | 23                    | —                     | —             |                        |
| 2009  | Elle panique                                    | —                     | 2                     | 74                    | —             | Miss Météores          |
| 2009  | Belle à en crever                               | —                     | —                     | —                     | —             | Miss Météores          |
| 2010  | Les crêpes aux champignons                      | —                     | —                     | —                     | —             | Miss Météores          |
| 2012  | My Lomo & me (Je photographie des gens heureux) | 184                   | 50                    | —                     | —             | Le Calme et la Tempête |
| 2013  | Je m'en fiche (L.A Melancholy)                  | —                     | —                     | —                     | —             | Le Calme et la Tempête |
| 2013  | Volver                                          | —                     | —                     | —                     | —             | Le Calme et la Tempête |
| 2016  | Mon corps, mon amour                            | 117                   | —                     | —                     | —             | À nos corps-aimants    |
| 2017  | Nos corps aimants                               | —                     | —                     | —                     | —             | À nos corps-aimants    |
| 2017  | Dis-moi ton secret                              | —                     | —                     | —                     | —             | À nos corps-aimants    |
| 2017  | Frère et sœur                                   | —                     | —                     | —                     | —             |                        |
| 2023  | La réplique                                     | —                     | —                     | —                     | —             | La réplique            |
| 2023  | Le sel                                          | —                     | —                     | —                     | —             | La réplique            |